# 番田車站 (福井縣)
番田車站（日语：／ Banden eki */?）是一由越前鐵道（えちぜん鉄道）所經營的鐵路車站，位於日本福井縣蘆原市（あわら市）番田，是越前鐵道三國蘆原線沿線的無人小站。由於附近除了少數民房之外大都是田野，又非距離蘆原溫泉街等景點最近的車站，導致利用率極低。

## 歷史
- 1928年12月30日：車站啟用[1]。
- 2001年6月25日：由於越前本線事故（日语：京福電気鉄道越前本線列車衝突事故），京福電氣鐵道被勒令停運所有路線，本站亦被暫停服務[2][3]。
- 2003年：

- 2月1日：車站設施轉讓至越前鐵道。
- 8月10日：路線重開。

- 2024年10月11日：越前鐵道及福井鐵道均可使用ICOCA及全國通用IC卡付款[6][7]。

## 使用狀況
以下為1日平均上下車人次列表：
| 上下車人次變化 | 上下車人次變化 |
| 年度           | 1日平均人次    |
| -------------- | -------------- |
| 2011年         | 31             |
| 2012年         | 32             |
| 2013年         | 30             |
| 2014年         | 27             |
| 2015年         | 29             |
| 2016年         | 20             |
| 2017年         | 26             |
| 2018年         | 31             |
| 2019年         | 28             |
| 2020年         | 28             |
| 2021年         | 14             |

## 外部連結
- 越前鐵道番田站 （页面存档备份，存于） （日語）